# RAFAEL Derby
El Derby es un misil BVR (beyond visual range: ‘más allá del alcance visual’) desarrollado por la empresa israelí RAFAEL.

## Desarrollo
Los misiles BVR permiten abatir una aeronave enemiga a una distancia muy superior a los misiles de corto alcance, representando una revolución en la guerra aérea. El uso de este armamento en conjunto con un poderoso radar posibilita a una aeronave destruir una escuadrilla enemiga antes aún de ser detectado por esta.
Con el desarrollo del misil Raytheon AIM-120 AMRAAM por los Estados Unidos y del Vympel R-77 por Rusia, la Fuerza Aérea Israelí intentó adquirir este nuevo tipo de armamento para adaptarse al nuevo escenario de combate. A pesar de la negativa estadounidense, los israelíes desarrollaron su propio misil, el Derby, con la experiencia adquirida anteriormente en el desarrollo de misiles de corto-alcance. El misil israelí Python III, por ejemplo, es utilizado por la Fuerza Aérea Brasileña.
Extraoficialmente, es sabido que el misil fue desarrollado en conjunto con la empresa sudafricana Kentron (actualmente, Denel Aerospace Systems). El misil R-Darter de la Kentron sería idéntico al Derby, con la diferencia de que el último posee conexión de datos con la aeronave lanzadora (Datalink), lo que permite que esta altere el curso del misil después del lanzamiento.El alcance del Derby es de 45 km efectivo, muy inferior si lo comparamos con el AIM-120 AMRAAM 145 km efectivo) o el Vympel R-77 (140 km efectivo).
Después del inicio del proyecto, los Estados Unidos liberaron para la exportación al AIM-120 para Israel. A pesar de adquirir el misil, para huir de limitaciones impuestas por los estadounidenses y por el potencial de exportación del equipamiento, la firma Rafael continuó el desarrollo.
En 2006, la Fuerza Aérea Brasileña adquirió 38 misiles para equipar las aeronaves F-5 modernizadas por un coste de 21 millones de dólares. El peso reducido del misil en relación con la aeronave en que será instalado facilita su integración en aeronaves más pequeñas como el F-5.
En 2015 Rafael anunció dos nuevas versiones del Derby, denominadas I-Derby e I-Derby-ER, este último de alcance extendido hasta los 100km de acuerdo con el fabricante. La Fuerza Aérea Colombiana equipó su flota de IAI Kfir con los misiles Derby.

## Operadores
India
- Fuerza Aérea India: En los aviones  HAL Tejas.

- Armada India: En aviones Harrier.

 Colombia
- Fuerza Aérea de Colombia: En los aviones Kfir C10.

 Israel
- Fuerza Aérea de Israel: En los aviones  F-15 y F-16.

 Chile
- Fuerza Aérea de Chile: Operados en Aeronaves F-5E Tigre III y F-16.

## Misiles similares
- AIM-120 AMRAAM
- Vympel R-77
- MBDA Meteor
- R-Darter